# John O'Hara (schrijver)

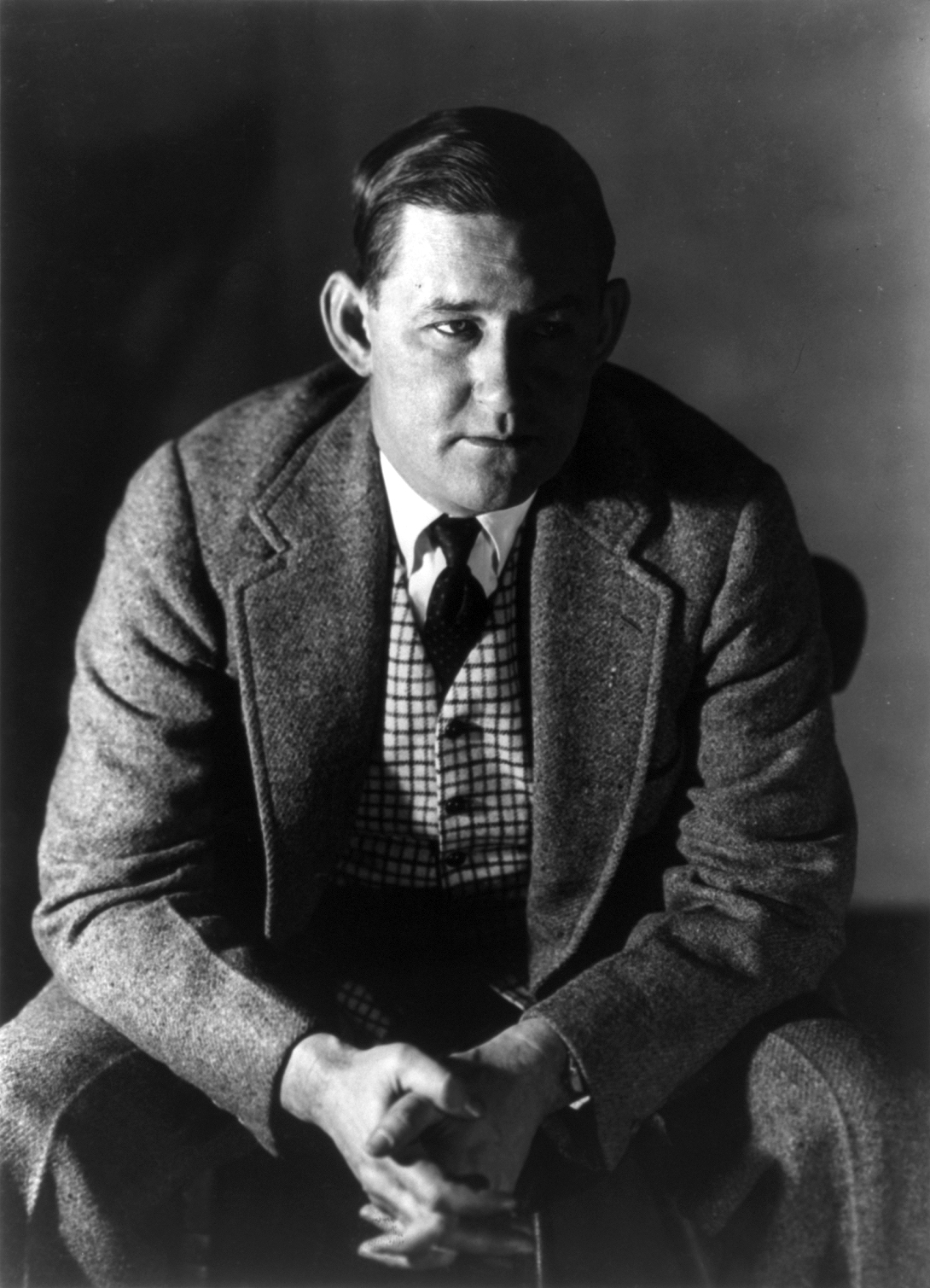
John O'Hara.

John Henry O'Hara (Pottsville (Pennsylvania), 31 januari 1905 – Princeton (New Jersey), 11 april 1970) was een Amerikaans schrijver en columnist.

## Leven en werk
O'Hara’s vader stierf toen hij 19 was. Om financiële redenen kon hij vervolgens niet naar de gerenommeerde Yale-universiteit, maar moest hij naar de Niagara Universiteit, nabij New York. Het betekende voor O'Hara het uiteenspatten van een droom, die zijn hele verdere leven zijn littekens zou achterlaten, vooral in de vorm van een gekrenkt klassegevoel.
Na zijn studie begon O'Hara een journalistieke carrière, om zich vervolgens aan het schrijven te wijden. De meeste van zijn boeken handelen over macht, seks en sociale standing. Reeds in zijn eerste (en volgens sommigen beste) roman Appointment in Samarra (1934) volgt het verhaal een stramien dat ook in zijn latere werk vaak opduikt: een jonge ambitieuze man stuurt onwillekeurig aan op zijn eigen ondergang door het overtreden van het benauwende normenstelsel dat de sociale elite van een provinciestad samenhoudt.
O'Hara is ook een bekend schrijver van korte verhalen, die zich net als de meeste van zijn romans afspelen in zijn geboortestaat of in Hollywood, waar hij een tijd werkzaam was als scriptwriter. Hij schrijft vooral over de bezitlozen (hun onvervulde verlangens, frustraties en gekrenkte gevoelens van eigenwaarde), over de zinloosheid van het bestaan, en het vreugdeloos cynisme van de rijken. Zijn schrijfstijl is afstandelijk en effectief, met een zuiver gevoel voor de Amerikaanse omgangstaal.
O'Hara bouwde in de Verenigde Staten ook een naam op als controversieel columnist, onder andere in The New Yorker, waarin hij vanuit een rechts-conservatieve invalshoek vaak geen blad voor de mond nam en erg opvliegend kon zijn. Opvallend is dat O'Hara’s standpunten als columnist niet geheel lijken te stroken met ideeën die hij uitdraagt in zijn fictieve werken.
O'Hara werd in de jaren zestig meermaals genoemd als kandidaat voor de Nobelprijs voor de Literatuur (die hij ook sterk begeerde, maar uiteindelijk dus nooit kreeg). Zijn eersteling Appointment in Samarra werd in werd in 1999 op nummer 22 gekozen in de Modern Library’s lijst van 100 beste Engelstalige romans uit de 20e eeuw.
O'Hara stierf in 1970 aan hartproblemen.

### Romans
- Appointment in Samarra (1934)
- BUtterfield 8 (1935)
- Hope of Heaven (1938)
- Pal Joey (1940)
- A Rage to Live (1949)
- The Farmers Hotel (1951)
- Ten North Frederick (1955)
- A Family Party (1956)
- From the Terrace (1958)
- Ourselves to Know (1960)
- The Big Laugh (1962)
- Elizabeth Appleton (1963)
- The Lockwood Concern (1965)
- The Instrument (1967)
- Lovey Childs: A Philadelphian's Story (1969)
- The Ewings (1970)
- The Second Ewings (1972)

### Verhalenbundels
- The Doctor’s Son and Other Stories (1935)
- Files on Parade 1939)
- Graven Image (1943)
- Pipe Night (1945)
- Hellbox (1947)
- Sermons and Soda Water: A Trilogy of Three Novellas (1960)
- Assembly (1961)
- The Cape Cod Lighter (1962)
- The Hat on the Bed (1963)
- The Horse Knows the Way (1964)
- Waiting for Winter (1966)
- And Other Stories 1968)
- The Time Element and Other Stories (1972)
- Good Samaritan and Other Stories (1974)

### Scenario’s
- He Married His Wife (1940)
- Moontide (1942)

### Drama
- Five Plays (1961)

(The Farmers Hotel,
The Searching Sun,
The Champagne Pool,
Veronique,
The Way It Was)

### Nonfiction
- Sweet and Sour (1954), columns
- My Turn (1966), columns
- Letters (1978)